# Cyclone Mocha
La tempête cyclonique extrêmement sévère Mocha est un cyclone tropical puissant et meurtrier dans le nord de l'océan Indien qui frappe le Myanmar et certaines parties du Bangladesh en mai 2023. Deuxième système tropical mais première à passer le seuil de la tempête cyclonique de la saison cyclonique 2023 de l'océan Indien nord, Mocha naît d'une zone dépressionnaire que le Service météorologique de l'Inde (IMD) observe pour la première fois le 8 mai. Après s'être consolidée en dépression, la tempête se déplace lentement vers le nord-nord-ouest au-dessus du golfe du Bengale et atteint une intensité de tempête cyclonique extrêmement sévère. À la suite d'un cycle de remplacement du mur de l'œil, Mocha se renforce rapidement et atteint  une intensité équivalente à la catégorie 5 de l'échelle de Saffir-Simpson le 14 mai avec des vents de 270 km/h. Le cyclone s'affaiblit légèrement avant de toucher la côte mais une fois à l'intérieur des terres, il s'affaiblit rapidement et se dissipe peu de temps après.
Les responsables militaires déclarent l’État d'Arakan comme zone de catastrophe naturelle. Plusieurs villages de l’État de Rakhine sont déjà endommagés par le cyclone. Le bilan des morts du cyclone Mocha varie considérablement : l'Association des nations de l'Asie du Sud-Est (ASEAN) signale un total de 145 décès, tandis que le gouvernement d'unité nationale du Myanmar (NUG) affirme que le cyclone Mocha entraîne la mort d'au moins 435 personnes, dont trois décès indirects au Bangladesh. Également, 719 blessés et 101 disparus sont déclarés. Ces événements causent  environ 2,24 milliards $US de dégâts au Myanmar.
Ailleurs, des milliers de maisons sont détruites au Bangladesh. Douze personnes sont blessées et les dégâts agricoles atteignent 115 ৳ millions (1,07 million $US), même si l’impact est  moins grave que prévu. Au Sri Lanka, sept personnes sont blessées  indirectement et sept autres portées disparues en raison du cyclone. En Inde, c'est 5 749 personnes dans plus de 50 villages qui sont touchées et au moins 236 maisons sont endommagées. Les restes de Mocha contribuent ensuite à un blizzard en Chine.

## Évolution météorologique
Le 2 mai, le service météorologique de l'Inde (IMD) commence à surveiller le développement possible de cyclones tropicaux dans le golfe du Bengale. Ce potentiel se renforce par l’approche de la phase active de l’oscillation de Madden-Julian qui contribue également à la formation du cyclone Fabien dans l’hémisphère sud .
Le 7 mai, les vents convergents deviennent de plus en plus propices au développement d’une zone de basse pression. Le jour suivant, le Joint Typhoon Warning Center (JTWC) et l'IMD évaluent tous deux la formation d'une faible circulation de surface, désignée comme Invest 91B par le premier.
Le 9 mai, l'IMD rehausse le système à dépression tropicale alors que la convection atmosphérique très intense se consolide près du centre. Le JTWC émet une alerte de formation de cyclone tropical pour le même système. Le 10 mai, l'IMD reclasse la dépression en dépression profonde, puis en tempête cyclonique le 11 mai qui reçoit le nom de Mocha,. Alors que des bandes de pluie fragmentées s'enroulent autour du centre et que des orages continuent d'éclater au-dessus du centre, le JTWC emboîte le pas en reclassant le système en cyclone tropical 01B.

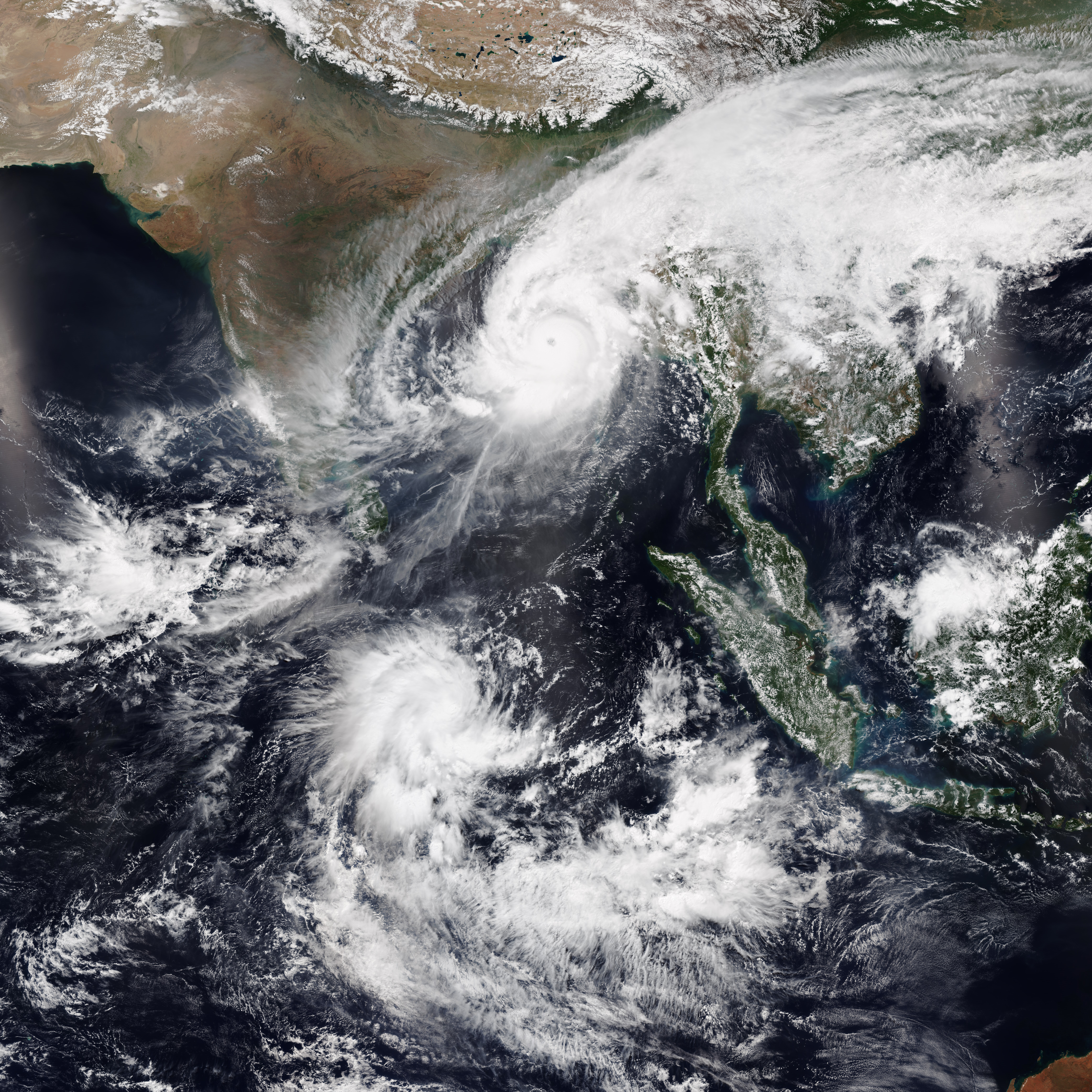
Le cyclone Mocha et une perturbation tropicale sous l'équateur qui deviendra plus tard le cyclone Fabien le 13 mai.

Situé à la périphérie d'une crête d'altitude, Mocha courbe vers le nord au-dessus du golfe du Bengale tout en s'organisant progressivement. À 12 h UTC le 11 mai, l'IMD reclasse le système en tempête cyclonique violente avec des vents de 90 km/h alors qu'un ciel couvert dense et intense se développe au centre. Au fil du temps, une structure oculaire irrégulière se forme et apparaît parfois sur les images satellite.
Le 12 mai, Mocha devient une tempête cyclonique très violente alors qu'un œil allongé devient plus net. À cette époque, Mocha atteint des vents soutenus de 165 km/h pendant 1 minute selon le JTWC, équivalent à la catégorie 2 sur l'échelle de Saffir-Simpson. En atteignant cette intensité, le cyclone tourne vers le nord-nord-est sous l'influence d'une circulation anticyclonique au sud du Myanmar et d'un creux à proximité.
Le fort contenu thermique des océans au-dessus du golfe du Bengale alimente une période d'intensification rapide, amenant Mocha au statut de tempête cyclonique extrêmement violente à 18 h UTC le 12. Cependant, cette phase s'interrompt rapidement par le début d'un cycle de remplacement du mur de l'œil .

Imagerie MIM du cyclone Mocha.

Après avoir complété son cycle le 13 mai, le mur de l’œil devient bien défini, ce qui donne lieu à une autre période d’intensification rapide. Un faible cisaillement vertical du vent et une divergence en altitude robuste facilitent le renforcement et Mocha  atteint des vents soutenus pendant 1 minute de 240 km/h, équivalent à la catégorie 4 sur l'échelle de Saffir-Simpson. Le cyclone atteint son intensité maximale à 18 h UTC, lorsque l'IMD estime des vents de 115 km/h, juste en dessous de l'intensité d'une tempête super cyclonique. Sa pression barométrique s'évalue à 938 hPa. De son côté, le JTWC estime initialement des vents soutenus d'une minute à ce moment à 260 km/h à 0 h UTC le 14 mai, ce qui fait de Mocha un cyclone tropical équivalent à la catégorie 5. Cependant, l'agence révise par la suite l'estimation à 270 km/h. Mocha est une large tempête et a un œil symétrique d'environ 20 nmi (37 km) de diamètre.
Les conditions sont rapidement devenues défavorables en atteignant ensuite une zone de cisaillement du vent au niveau moyen et de l'air sec qui  s'infiltre sur le côté nord-ouest du noyau. L'œil s'érode rapidement à mesure que le sommet des nuages devient nettement plus chaud. Mocha touche la côte à 7 h UTCjuste au nord de Sittwe, au Myanmar, avec des vents soutenus de 215 km/h sur 3 minutes. Le JTWC publie son dernier bulletin lors de la touche et estime des vents soutenus d'une minute à 195 km/h.
Mocha s'affaiblit ensuite rapidement en raison du terrain accidenté du Myanmar et rétrograde à une intensité de tempête cyclonique très sévère à 15 h UTC. Le cisaillement du vent augmente également et contribue à l'affaiblissement. Le tourbillon géostrophique dans l'atmosphère, l'écoulement vers les pôles et la convergence maintiennent l'intensité de Mocha en tant que tempête cyclonique tout au long de sa détérioration.
Le 15 mai, le système devient une simple dépression à 0 h UTC alors qu'il se dirige vers l'est-nord-est. L'IMD la reclasse zone dépressionnaire à 3 h UTC, car son centre n'est plus bien défini, et cesse ses bulletins.

## Conséquences

### Birmanie

#### Préparations

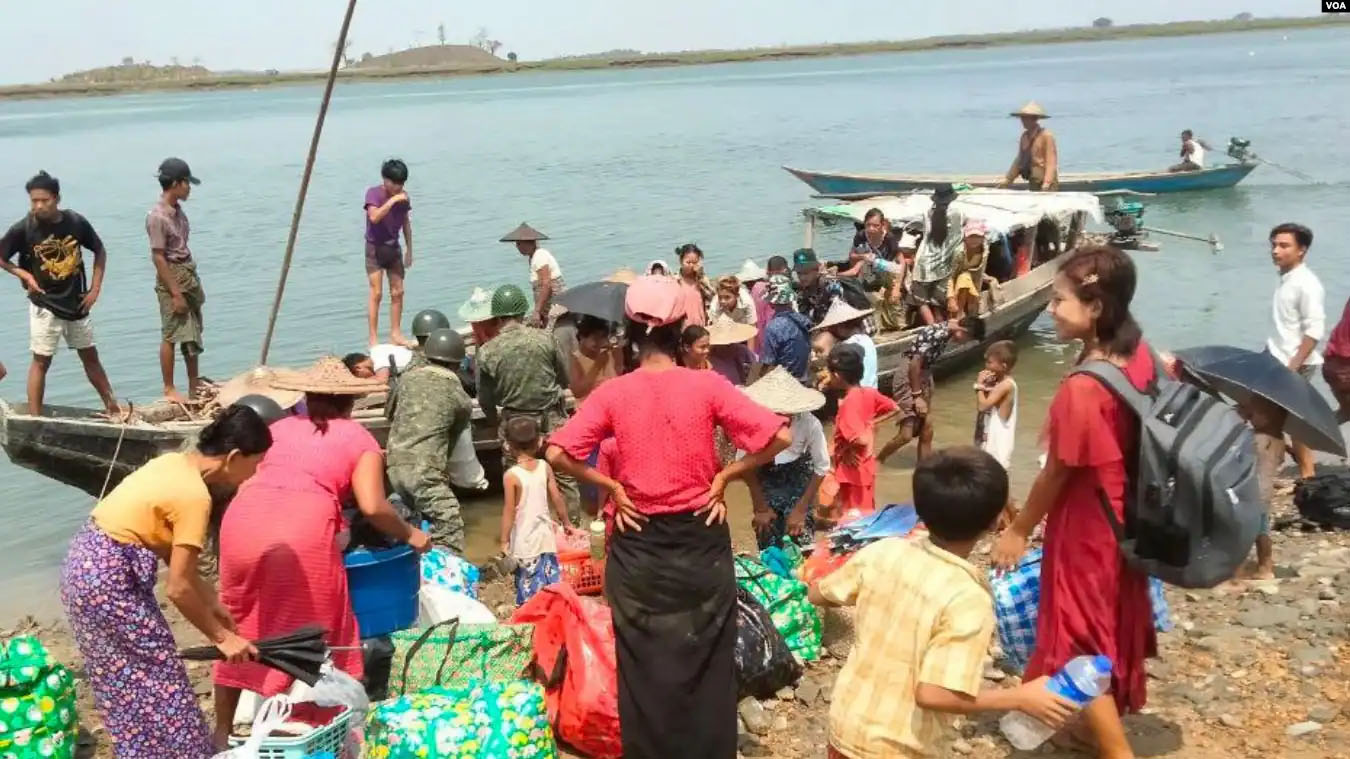
Les habitants d'Arakan évacués avant le passage du cyclone.

Selon le bureau de la coordination des affaires humanitaires des Nations Unies (OCHA), Mocha est censé atteindre l'État d'Arakan et la région nord-ouest du Myanmar, où déjà 6 millions de personnes ont besoin d'une aide humanitaire et 1,2 million de personnes dans le besoin et des millions de personnes sont déplacées. L’ Organisation mondiale de la santé déploie 500 000 comprimés de purification de l’eau au Myanmar, ainsi que des fournitures supplémentaires. Le Centre de coordination de l'ASEAN pour l'aide humanitaire (AHA Centre) met en garde contre la possibilité d'une « catastrophe » en annonçant sa coordination avec l'armée birmane pour acheminer par avion des fournitures essentielles depuis des entrepôts en Thaïlande et en Malaisie. La télévision d'État birmane rapporte que le gouvernement militaire est  prêt à envoyer de la nourriture, des médicaments et du personnel médical  .
Les autorités locales de l'État d'Arakan recommande aux habitants d'évacuer les zones basses et côtières de Sittwe, Pauktaw, Myebon, Maungdaw et Buthidaung. Les communautés et les agences d’aide au Myanmar se sont apprêtés à l’arrivée du cyclone. La Croix-Rouge du Myanmar s'est mise prête à une intervention d'urgence majeure avec le soutien de la Fédération internationale des Sociétés de la Croix-Rouge et du Croissant-Rouge (FICR). Plus de 78 250 personnes sont évacuées des zones à risque, dont 18 800 personnes déplacées à l’intérieur de l’État d'Arakan.
Le gouvernement du pays prévoit des abris stockés pour accueillir 100 000 personnes. Environ 4 000 personnes sont évacuées de Sittwe tandis que 20 000 autres résidents  cherchent refuge dans des abris locaux . D'importantes équipes de recherche et de sauvetage se sont déployées, composées de 3 207 personnes équipées de 1 009 véhicules terrestres et de 242 véhicules maritimes. Des dizaines de personnels médicaux et d’équipes d’intervention rapide sont déployés dans les États d'Arakan et de Chin. Des articles non alimentairessont réservés à plus de 10 000 personnes. Selon l'ASEAN, le gouvernement du Myanmar ne dispose pas suffisamment de moyen pour gérer les catastrophes depuis le cyclone Nargis en 2008.
Le programme alimentaire mondial (PAM) au Myanmar s'est mis à l'assistance de plus de 400 000 personnes à Arakan et dans les régions voisines.

#### Bilan

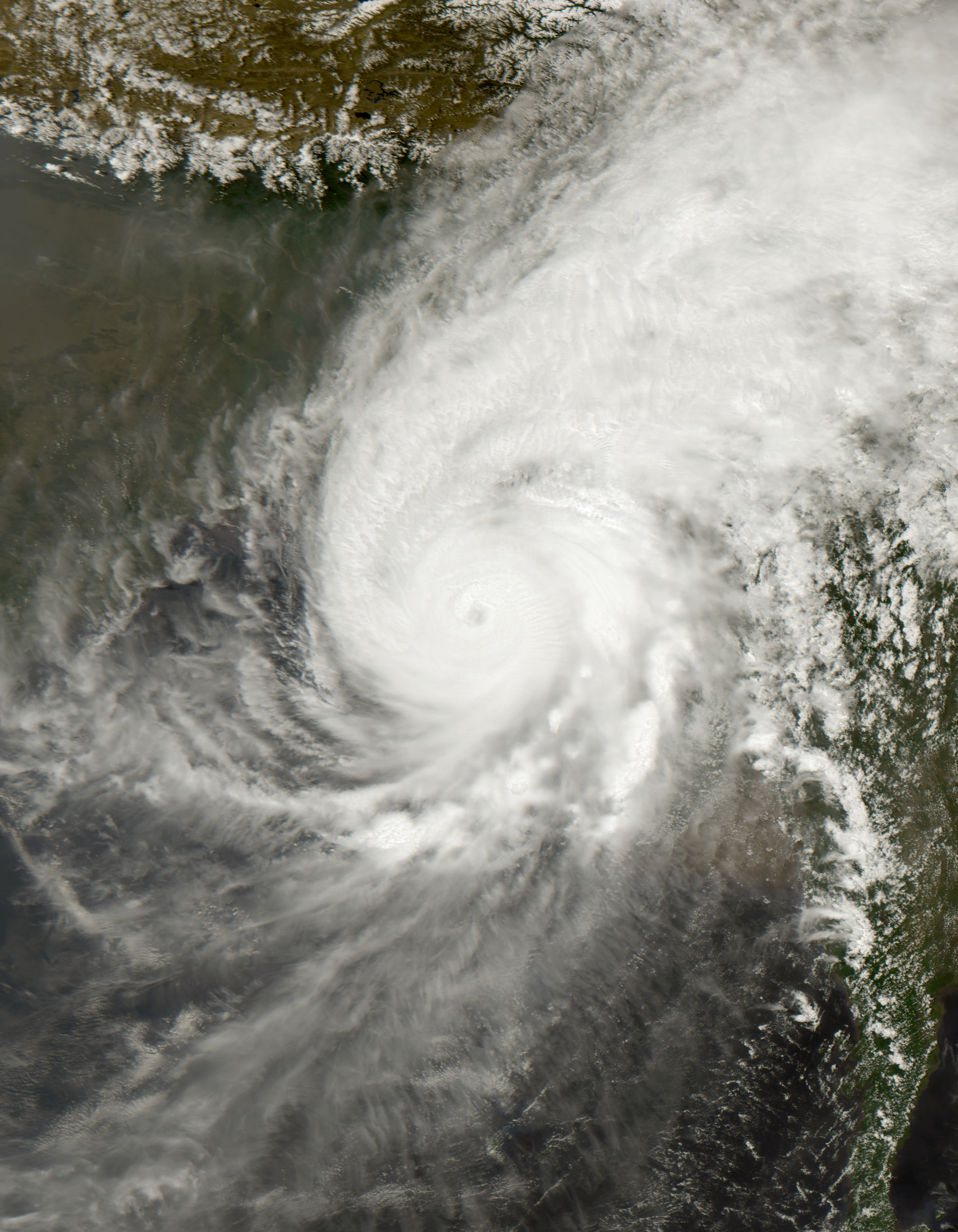
Le cyclone Mocha se rapproche de la côte du Myanmar le 14 mai

Selon les médias, au moins 460 personnes tuées et des centaines d’autres portées disparues, pour la plupart des réfugiés rohingyas,. Les médias d'État et les responsables locaux déclarent qu'au moins 145 personnes sont mortes à travers le pays . Plus de 700 personnes Sont également  blessées ,. Au 18 mai, au moins 183 042 maisons, 1 770 édifices religieux, 1 397 écoles, 227 établissements médicaux, 2 aéroports et 340 bâtiments gouvernementaux  sont détruits dans tout le pays . Selon la Banque mondiale, Mocha cause 2,24 milliards $US de dommages au Myanmar, soit l'équivalent de 3,4 % du PIB du pays en 2021 .
La majorité des décès ont lieu dans l’État de Rakhine. Une femme  décède dans le ruisseau Salin le 14 mai . Plusieurs villages des cantons de Sittwe, Mrauk-U, Kyauktaw et Minbya de l'État sont  démolis . À Kyawtaw, près de 90 % des maisons de la ville sont détruites . Au moins 10 villages du canton de Salin sont inondés en raison de l'augmentation du niveau d'eau du ruisseau Salin due à de fortes pluies. Sur l'île de Munaung, deux femmes sont mortes et 1 000 maisons sont  détruites, dont 400 dans le village de Pyaeng Taung . Dans l’État Chin, au moins 1 136 maisons sont détruites dans sept townships . Deux personnes sont aussi mortes par un glissement de terrain près de Tachilek . Une onde de tempête estimée entre 3,5 m touche  les communautés côtières de Rakhine  Des parties de Sittwe sont inondées par la crue, laissant des rues et des maisons submergées. Des vents violents détruisent une tour de communication à Sittwe. Des toits de maisons et des panneaux d'affichage sont emportés par les vents à Yangon.
Après le passage du cyclone, les réseaux de communication de l'État de Rakhine sont endommagés, selon l'ONU et les médias locaux. Les villes de Chauk et Sinphyukyun (my) signalent  des précipitations record de 218 mm et 177 mm respectivement. Les responsables de la Ligue unie d'Arakan estiment que les dégâts dans l'État de Rakhine s'élèvent à 1,5 milliard de dollars.
En termes d'inondations, une estimation satellite publiée le 16 mai détermine qu'au moins 895 km de terres sont inondées, exposant plus de 141 000 personnes aux inondations. Il s'agit d'une enquête menée auprès d'environ 15 160  . Après l'arrivée du cyclone Mocha, jusqu'à 16 millions de personnes, dont 1,2 million de personnes déplacées et 5,6 millions d'enfants, sont  déclarés comme potentiellement exposés aux effets de la tempête.
Les habitants de la zone touchée alertent Reuters que jusqu'à 100 Rohingyas peuvent déjà succomber. Le site d'information Myanmar Now indique que des centaines de personnes sont  portées disparues et qu'elles sont mourrantes. Le Haut-Commissariat des Nations Unies pour les réfugiés  déclare  que des réfugiés sont  morts par noyade dans les camps et que d'autres personnes sont  portées disparues.

### Bangladesh
Le Haut Commissariat pour les Réfugiés (HCR) déclare que « des préparatifs d'urgence dans les camps et à Bhasan Char sont en cours » en collaboration avec le gouvernement et les organisations humanitaires locales. Les fortes pluies provoquées par le cyclone risquent de provoquer des glissements de terrain à Chittagong et à Cox's Bazar, ainsi que dans trois autres districts montagneux : Rangamati, Bandarban et Khagrachhari, selon les autorités du Bangladesh . Un demi-million de personnes sont évacuées vers des zones plus sûres dans le sud-est du Bangladesh en prévision d'un cyclone potentiellement catastrophique . L'OMS déploît  40 ambulances et 33 équipes médicales mobiles à Cox's Bazar . En outre, Arjun Jain, coordinateur principal des Nations Unies pour la réponse aux réfugiés rohingyas au Bangladesh, affirme qu'il existe de nombreuses ambulances et équipes de santé mobiles disponibles pour aider les Bangladais dans le besoin ainsi que les réfugiés. Ces équipes sont hautement qualifiées pour aider les personnes âgées, les enfants et les personnes handicapées.
Les autorités suspendent  le transport fluvial intérieur au Bangladesh le 13 mai et les opérations aériennes à l'aéroport international de Shah Amanat le 14 mai. Le gouvernement du Bangladesh lance une vaste campagne d'évacuation pour reloger près de 500 000 résidents le long des côtes sud du pays . Le 14 mai, environ 1,27 million de personnes évacuées de Cox's Bazar et plus de 100 000 de Chittagong,.
Au moins 2 522 maisons sont détruites à Cox's Bazar et 10 469 autres sont endommagées. Sur l'île de Saint-Martin, 700 maisons sont détruites et au moins 12 personnes sont blessées, dont une dans un état critique. L'impact du cyclone est moindre que prévu initialement car l'onde de tempête est moins forte que prévu , 500 maisons sont saccagées à Teknaf. Trois personnes meurent d'un accident vasculaire cérébral alors qu'elles tentent de récupérer leur exploitation de sel sur l'île de Maheshkhali . Dans cette île et dans d'autres upazilas, 50 à 60 maisons sont endommagées. Les dégâts agricoles dans le district de Cox's Bazar atteignent 115 millions de ৳ (1,07 million de dollars). Les vents de force Gale de Mocha commencent à souffler sur le Bangladesh, accompagnés de fortes pluies , ce qui justifie des dégâts dans plusieurs régions du pays, selon les autorités.

### Sri Lanka
L'impact du cyclone sur le Sri Lanka est réduit par son atterrissage entre le Bangladesh et le Myanmar mais sept personnes sont blessées, sept autres sont portées disparues et près de 2 000 personnes sont touchées dans le sud du Sri Lanka. La marine sri-lankaise (SLN)  déploie environ 30 équipes de secours pour aider les personnes touchées par d'éventuelles inondations.

### Inde
Le département météorologique indien (IMD) déclare que la région du sud-est de la baie du Bengale du Tripura, du Mizoram, du Nagaland, du sud de l'Assam et certaines parties du Manipur doivent  subir d'intenses précipitations en raison du cyclone Mocha. Les gouvernements des États de Tripura, Mizoram, Nagaland, Manipur et Assam demandent  également aux autorités compétentes de prendre des mesures préventives pour minimiser les pertes en vies humaines et les dégâts matériels. Dans l'État du Mizoram, au moins 154 maisons sont détruites ou gravement endommagées et 82 autres ainsi que huit camps de réfugiés sont partiellement endommagés. Au total, 5 749 personnes dans plus de 50 villages sont touchées par Mocha ,. La ville de Calcutta n'est pas épargnée par ces fortes pluies.

### Chine
Le Centre météorologique national (NMC) de l'Administration météorologique chinoise (CMA) déclare  qu'il y a  un risque d'inondations soudaines, de coulées de boue et de glissements de terrain dans les provinces du sud-ouest du Yunnan et du Tibet, en particulier dans les chaînes de montagnes de Hengduan et de l'Himalaya oriental. En réponse, le siège de l'État chargé du contrôle des inondations et de la lutte contre la sécheresse  active une intervention de niveau IV, le niveau le plus bas de réponse aux inondations,. En Chine, un blizzard est signalé dans la partie nord-ouest du Yunnan, résultant de la collision de l'air humide des restes de Mocha avec l'air froid de l'hiver. En raison de la présence d'air froid et de l'abondance d'humidité provenant de Mocha, la neige s'accumule, recouvrant les routes et autres structures.

## Aide et secours

### Birmanie
L'État de Rakhine est déclaré zone de catastrophe naturelle par les autorités militaires. Les communications avec Sittwe sont coupées. Min Aung Hlaing, le chef de la junte du Myanmar, se rend à Sittwe pour évaluer la situation et faire des dons aux résidents. Selon des organisations non gouvernementales, les dégâts causés par la tempête aux communications et aux infrastructures routières, ainsi que les restrictions imposées par le gouvernement du Myanmar, rendent  difficile l'obtention d'informations et l'envoi d'aide dans la zone touchée . Les Nations Unies déclarent que 16 millions de personnes sont touchées par la tempête, dont, selon l'OCHA, 5,1 millions  d’entre eux vivent dans le nord-ouest de l’État de Rakhine.
Malteser International  promet 100 000 € et distribue des biens de secours le 15 mai aux personnes touchées. Les États-Unis  assistent les réfugiés du Bangladesh et des Rohingyas à hauteur de 250 000 $ le 17 mai. L’Inde aussi lance l’opération Karuna pour soutenir le Myanmar .
Le 23 mai, un appel d'urgence supplémentaire de 122 millions de dollars est lancé par l'UNOCHA pour répondre aux besoins de 500 000 victimes de la tempête. Ce plan vient compléter un plan d'intervention humanitaire existant visant 1,1 million de personnes et dont le coût s'élève à 212 millions de dollars. À la mi-juin, les efforts humanitaires menés par l'ONU  permettent de fournir un abri à plus de 110 000 personnes et de la nourriture à plus de 300 000 autres. Le 12 juin, le Conseil d'administration de l'État du Myanmar suspend l'aide humanitaire de l'ONU.

## Remarques
1. ↑  Le nom a été proposé par le Yemen selon la ville portuaire de Mokha, parfois épelé Mocha, sur la mer Rouge qui est connue pour le commerce et d'où vient le terme « café mocha »[1].

### Note
- (en) Cet article est partiellement ou en totalité issu de l’article de Wikipédia en anglais intitulé « Cyclone Mocha » (voir la liste des auteurs).